# Pigment absorpcyjny

Pigment absorpcyjny

Pigmenty absorpcyjne – jedna z podstawowych grup pigmentów (pozostałe to pigmenty metaliczne, perłowe oraz fluorescencyjne i fosforescencyjne). Barwa pigmentów absorpcyjnych wynika jedynie z absorpcji fal świetlnych określonej długości i odbicia pozostałej części widma światła oświetlającego, nie jest natomiast uzależniona od kąta padania światła na ich powierzchnię, ani od kąta obserwacji. Pigmenty absorpcyjne mogą być pochodzenia organicznego lub nieorganicznego.